# Comisión de Administración del Senado de México
La Comisión de Administración del Senado de México es una Comisión del Senado de México, encargada de todos los asuntos administrativos del Senado. Se ocupa de la gestión de los gastos, el presupuesto, la sede, los sueldos y la infraestructura de trabajo. Esta comisión tuvo como uno de sus principales proyectos, crear la nueva sede para los trabajos del Senado, ya que las oficinas de los Senadores y las Comisiones se encuentran en la Torre del Caballito y el salón de Sesiones en la Calle de Donceles del Centro histórico de la Ciudad de México. Su presidente de 2012 a 2018 es el senador priista Raúl Aarón Pozos Lanz.

## Miembros
Esta comisión está conformada solo por un representante de cada grupo parlamentario. Los miembros de la LXII y LXIII Legislatura son:
- Presidente
  - Raúl Aarón Pozos Lanz (PRI)
- Secretarios
  - Jorge Lavalle Maury (PAN)
  - Luz María Beristain Navarrete (PRD)
- Integrantes
  - Carlos Alberto Puente Salas (PVEM)
  - David Monreal Ávila (PT)